# Zager and Evans
Zager and Evans bylo americké pop-rockové hudební duo založené v roce 1969. Jméno neslo po jeho dvou členech - Denny Zagerovi (* 1944, Wymore, Nebraska) a Ricku Evansovi (1943, Lincoln, Nebraska–2018). Proslavili se písní z roku 1969 "In the Year 2525", čímž se stali umělci jednoho hitu.

## Diskografie

### Alba
| Rok  | Album                                          | Billboard 200 | Známka              |
| ---- | ---------------------------------------------- | ------------- | ------------------- |
| 1969 | 2525 (Exordium & Terminus)                     | 30            | RCA Victor          |
| 1969 | The Early Writings of Zager & Evans and Others | –             | White Whale Records |
| 1970 | Zager & Evans                                  | –             | RCA Victor          |
| 1971 | Food for the Mind                              | –             | Vanguard Records    |

### Singl
| Rok  | Píseň                                    | Vrcholová pozice | Vrcholová pozice | Vrcholová pozice | Vrcholová pozice | Známka           | B-side                       | Album                      |
| Rok  | Píseň                                    | US               | AC               | UK               | AUS              | Známka           | B-side                       | Album                      |
| ---- | ---------------------------------------- | ---------------- | ---------------- | ---------------- | ---------------- | ---------------- | ---------------------------- | -------------------------- |
| 1969 | "In the Year 2525 (Exordium & Terminus)" | 1                | 1                | 1                | 2                | RCA Victor       | "Little Kids"                | 2525 (Exordium & Terminus) |
| 1969 | "Mr. Turnkey"                            | 106              | –                | –                | 86               | RCA Victor       | "Cary Lynn Javes"            | Zager & Evans              |
| 1969 | "Listen to the People"                   | –                | –                | –                | –                | RCA Victor       | "She Never Sleeps Beside Me" | Zager & Evans              |
| 1970 | "Help One Man Today"                     | –                | –                | –                | 94               | RCA Victor       | "Yeah 3 2"                   |                            |
| 1970 | "Crutches"                               | –                | –                | –                | –                | RCA Victor       | "Plastic Park"               | Zager & Evans              |
| 1971 | "Hydra 15 000"                           | –                | –                | –                | –                | Vanguard Records | "I Am"                       | Food for the Mind          |